# Gurupi (kommun)
Gurupi är en kommun i Brasilien.   Den ligger i delstaten Tocantins, i den centrala delen av landet, 500 km norr om huvudstaden Brasília. Antalet invånare är 76 765.
Följande samhällen finns i Gurupi:
- Gurupi

Omgivningarna runt Gurupi är huvudsakligen savann. Trakten runt Gurupi är nära nog obefolkad, med mindre än två invånare per kvadratkilometer.